# Darko Simončič
Darko Simončič, slovenski inženir agronomije in politik, * 25. oktober 1959.
Med 1. januarjem 2001 in 30. septembrom 2003 je bil državni sekretar Republike Slovenije na Ministrstvu za kmetijstvo, gozdarstvo in prehrano Republike Slovenije.
Na državnozborskih volitvah leta 2011 je kandidiral na listi SLS.